# Messsystemanalyse
Als Messsystemanalyse bzw. Messmittel-Fähigkeitsanalyse oder Prüfmittel-Fähigkeitsanalyse, kurz MSA (Englisch: Measurement System Analysis), bezeichnet man die Analyse der Fähigkeit von Messmitteln und kompletten Messsystemen in Qualitätsmanagement und Six Sigma. Ziel der MSA ist festzustellen, ob sich ein Messsystem zur Prüfung eines Prüfmerkmals eignet.

## Messabweichungen
Allgemein unterscheidet man fünf verschiedene Kategorien von Messabweichungen: Genauigkeit, Wiederholpräzision, Vergleichspräzision, Linearität und Stabilität.

### Genauigkeit, Richtigkeit, systematische Messabweichung (engl.accuracy, trueness, bias)
Die Genauigkeit beschreibt das Ausmaß der Annäherung eines Messwerts an einen wahren Wert einer Messgröße und stellt keine quantitative Angabe dar. Die Messrichtigkeit wird durch wiederholtes Messen ein und desselben Prüflings als Abweichung des Mittelwerts von einem Referenzwert ermittelt. Die Differenz zwischen dem Mittelwert und dem wahren Wert wird als systematische Messabweichung (engl. bias) bezeichnet. Anhand dieser Differenz wird dann eine Aussage über die Genauigkeit (Richtigkeit) des Messmittels getroffen.

### Wiederholpräzision, Wiederholbarkeit (engl.repeatability)
Zur Ermittlung der Wiederholpräzision wird derselbe Prüfling vom selben Bediener und mit demselben Messmittel am selben Ort mehrmals in rascher Folge gemessen. Der Prüfling wird zwischen den einzelnen Messungen jedoch immer wieder zurückgelegt. Die Standardabweichung der Messwerte ist dann ein Maß für die Wiederholpräzision.

### Vergleichspräzision, Nachvollziehbarkeit, Reproduzierbarkeit (engl.reproducibility)
Zur Ermittlung der Vergleichspräzision werden an denselben Prüflingen gemäß einem festgelegten Messverfahren Messungen
- durch verschiedene Bediener,
- an verschiedenen Orten oder
- mit mehreren Geräten desselben Typs

durchgeführt. In der Regel gibt es zwei oder drei Bediener, die mehrmals hintereinander die gleichen Teile messen, oder derselbe Bediener wiederholt denselben Messvorgang an verschiedenen Orten oder mit verschiedenen Geräten. Innerhalb einer Untersuchung wird aber immer nur eine dieser drei Variablen (Bediener, Ort, Gerät) verändert. Das Maß für die Vergleichspräzision sind dann die Unterschiede zwischen den von jedem Bediener (bzw. an jedem Ort oder mit jedem Gerät) beobachteten Mittelwerten.

### Stabilität (engl.stability)
Zur Untersuchung der Stabilität werden gemäß einem festgelegten Messverfahren mit derselben Geräteausrüstung am selben Ort und vom selben Bediener in festgelegten Zeitabständen mehrere Messungen ein und desselben Prüflings vorgenommen. Nach jeder Messserie wird der Mittelwert der Messwerte berechnet. Die Differenzen zwischen den zu verschiedenen Zeitpunkten beobachteten Mittelwerten werden dann als Maß für die Stabilität des Messmittels verwendet.

### Linearität (engl.linearity)
Zur Untersuchung der Linearität werden vom selben Bediener und mit demselben Messmittel am selben Ort und nach einem festgelegten Verfahren Messungen an mehreren Prüflingen durchgeführt, deren Merkmalswerte den gesamten in der Praxis zu erwartenden Wertebereich abdecken. Jeder Prüfling wird mehrmals gemessen. Für jeden Prüfling wird dann der Mittelwert der beobachteten Messwerte berechnet. Dann wird für jeden Prüfling die Differenz zwischen dem wahren Wert und dem beobachteten Mittelwert (vgl. Genauigkeit oben) berechnet. Sind diese Differenzen unterschiedlich groß und sind diese Unterschiede so groß, dass sie nicht einfach als Zufallsstreuung erklärbar sind, so ist das Verhalten des Messmittels nicht linear.

## Methoden der Messsystemanalyse
Jeder Messsystemanalyse geht eine Analyse der Auflösung des verwendeten Messmittels voraus. Abgesehen davon kommen in der Praxis hauptsächlich zwei Untersuchungsmethoden zum Einsatz: das Verfahren 1 (engl. type-1 study) und das Verfahren 2 (engl. type-2 study). Die Analyse der hierbei erfassten Daten wird oft mit Statistiksoftware-Paketen wie beispielsweise JMP (Software), Minitab, qs-STAT-solara oder QS-1-2-3-4 durchgeführt.

### Auflösung
Dieses Verfahren untersucht, ob die Messwertanzeige (analog oder digital) im Verhältnis zur Toleranz des Prüfmerkmals genau genug aufgelöst dargestellt wird.
Allgemein gelten 5 % der Toleranz als Grenze. (Bsp.: Auflösung 0,001 bei einer Toleranz von 0,02)

### Verfahren 1 (engl.type-1 study)
Dieses Verfahren untersucht die Genauigkeit und Wiederholpräzision eines Messsystems. Für die Untersuchung wird ein Normal mit bekanntem Merkmalswert benutzt. Das Normal wird 50-mal (mindestens 25-mal) gemessen. Das Normal wird dabei nach jeder Messung wieder zurückgelegt. Basierend auf der Standardabweichung der Messwerte und der systematischen Messabweichung werden dann die Indizes Cg und Cgk berechnet. Die Rechenschritte hierzu sind analog zu denen der Prozessfähigkeitsuntersuchung; als „Toleranzbereich“ wird ein firmenspezifisch festgelegter Prozentsatz der Merkmalstoleranz oder Merkmalsstreuung verwendet.

### Verfahren 2 (engl.type-2 study,Gauge R&R study)
Dieses Verfahren untersucht die Wiederhol- und Vergleichspräzision eines Messmittels (engl. repeatability and reproducibility, daher R&R, auch Gauge R&R bzw. Gage R&R, nach engl. ga[u]ge, Messgerät) und wird erst dann angewendet, wenn das Messmittel nach Verfahren 1 als fähig eingestuft worden ist. Hierbei werden zehn Teile, die möglichst den gesamten Streubereich des gemessenen Merkmals abdecken sollten, zwei- oder dreimal von drei verschiedenen Bedienern (bzw. an drei verschiedenen Orten oder mit drei verschiedenen Geräten desselben Typs) gemessen. Keiner der Bediener darf dabei die Ergebnisse der anderen Bediener sehen. Die Teile sollten auch bei jedem Durchgang in randomisierter Reihenfolge gemessen werden, so dass der Bediener sich nie an das Messergebnis im vorigen Durchgang erinnern kann.
Wenn die Messungen abgeschlossen sind, wird für jeden Bediener ein Gesamtmittelwert und ein durchschnittlicher Spannweitenwert (basierend auf den Differenzen zwischen dem größten und kleinsten Messwert, den der Bediener für jedes Teil ermittelt hat) berechnet. Die Differenz zwischen dem größten und dem kleinsten Bedienermittelwert lässt eine Aussage über die Vergleichspräzision zu; der Gesamtmittelwert der für die einzelnen Bediener errechneten durchschnittlichen Spannweitenwerte wird zu einer Aussage über die Wiederholpräzision herangezogen. Ausgehend von Wiederhol- und Vergleichspräzision wird dann die Gesamtstreuung des Messmittels berechnet und in Beziehung zur Merkmalsstreuung bzw. Toleranz gesetzt.

### Verfahren 3 (engl.type-3 study,R&R study)
Das Verfahren 3 ist ein Sonderfall des Verfahrens 2, welches annimmt, dass der Bediener die Messeinrichtung nicht beeinflussen kann oder der Einfluss vernachlässigbar ist. Typische Einsatzzwecke sind automatisierte Messsysteme.